# 東芝青梅ラグビー部
東芝青梅ラグビー部（とうしばおうめラグビーぶ、英: TOSHIBA Ome Rugby Football Club）は、かつて存在した東芝青梅事業所のラグビーユニオンチーム。2012年12月9日の船岡自衛隊戦を最後に活動休止した。

## 概要
- 練習や試合には東芝青梅グラウンドを使用した[2]。

## 歴史
- 1968年 創部[3]
- 2012年8月 クラブチーム化し「青梅ラグビークラブ」に名称変更
- 2012年12月 活動休止

## 成績

### リーグ戦戦績
- 1999-2000 関東社会人リーグ1部 Bグループ 4位（3勝4敗）
- 2000-2001 関東社会人リーグ1部 Bグループ 5位（3勝4敗）
- 2001-2002 関東社会人リーグ1部 Aグループ 6位（1勝5敗1分）
- 2002-2003 関東社会人リーグ1部 Aグループ 6位（1勝6敗）
- 2003-2004 関東社会人リーグ1部 5位（4勝4敗1分）
- 2004-2005 関東社会人リーグ1部 3位（7勝2敗）
- 2005-2006 関東社会人リーグ1部 5位（5勝4敗）
- 2006-2007 関東社会人リーグ1部 2位（9勝1敗）
- 2007-2008 関東社会人リーグ1部 2位（9勝1敗）
- 2008-2009 関東社会人リーグ1部 5位（6勝5敗）
- 2009-2010 関東社会人リーグ1部 8位（4勝6敗1分）
- 2010-2011 関東社会人リーグ1部 6位（5勝5敗）
- 2011-2012 関東社会人リーグ1部 2位（6勝1敗）、順位決定戦・3位、トップイーストリーグDiv.2に昇格
- 2012-2013 トップイーストリーグDiv.2 8位（7敗）、順位決定戦・4位

## 過去の所属選手
- 鈴木洋平（7人制日本代表、現・江戸龍ワイズフォース）
- 関本圭汰（7人制日本代表、現・三菱重工相模原ダイナボアーズ）

## 東芝のスポーツチーム
現在活動しているスポーツチーム
- 東芝ブレイブルーパス（旧・東芝府中ラグビー部／東芝府中ブレイブルーパス）
- ジャパンセミコンダクター大分ラグビー部（旧・東芝大分ラグビー部）
- 東芝FCイーグルス（旧・東芝堀川町サッカー部）
- T.F.S.C.（旧・東芝府中サッカー部）
- 東芝野球部
- 川崎ブレイブサンダース（旧・東芝ブレイブサンダース神奈川）

かつて活動していたスポーツチーム
- 東芝ラグビー部（かつて川崎事業所にあったラグビー部。社会人ラグビーの草分け的存在）
- 東芝堀川町サッカー部（現在のコンサドーレ札幌の前身となったクラブ）
- 東芝府中野球部（東芝野球部に統合）
- 東芝シーガルズ（現在の岡山シーガルズの前身となったチーム）
- 東芝レオスパークルズ
- 東芝LSI杵築陸上競技部（旧東芝杵築陸上競技部）